# Суера
Суера (ісп. Zuera) — муніципалітет в Іспанії, у складі автономної спільноти Арагон, у провінції Сарагоса. Населення — 7510 осіб (2010).
Муніципалітет розташований на відстані близько 290 км на північний схід від Мадрида, 25 км на північ від Сарагоси.
На території муніципалітету розташовані такі населені пункти: (дані про населення за 2010 рік)
- Естасьйон-Портасго: 172 особи
- Лас-Ломас-дель-Гальєго: 361 особа
- Онтінар-де-Сальс: 773 особи
- Суера: 6204 особи

## Демографія
Динаміка населення (INE ):